# Khorkhog
Khorkhog (mongol: Xopxoг) es tracta d'una preparació tradicional de la cuina mongola (una mena de barbacoa típica de Mongòlia que es serveix de forma similar al kebab), aquest plat és considerat com a festiu i un honor dels convidats.

## Característiques

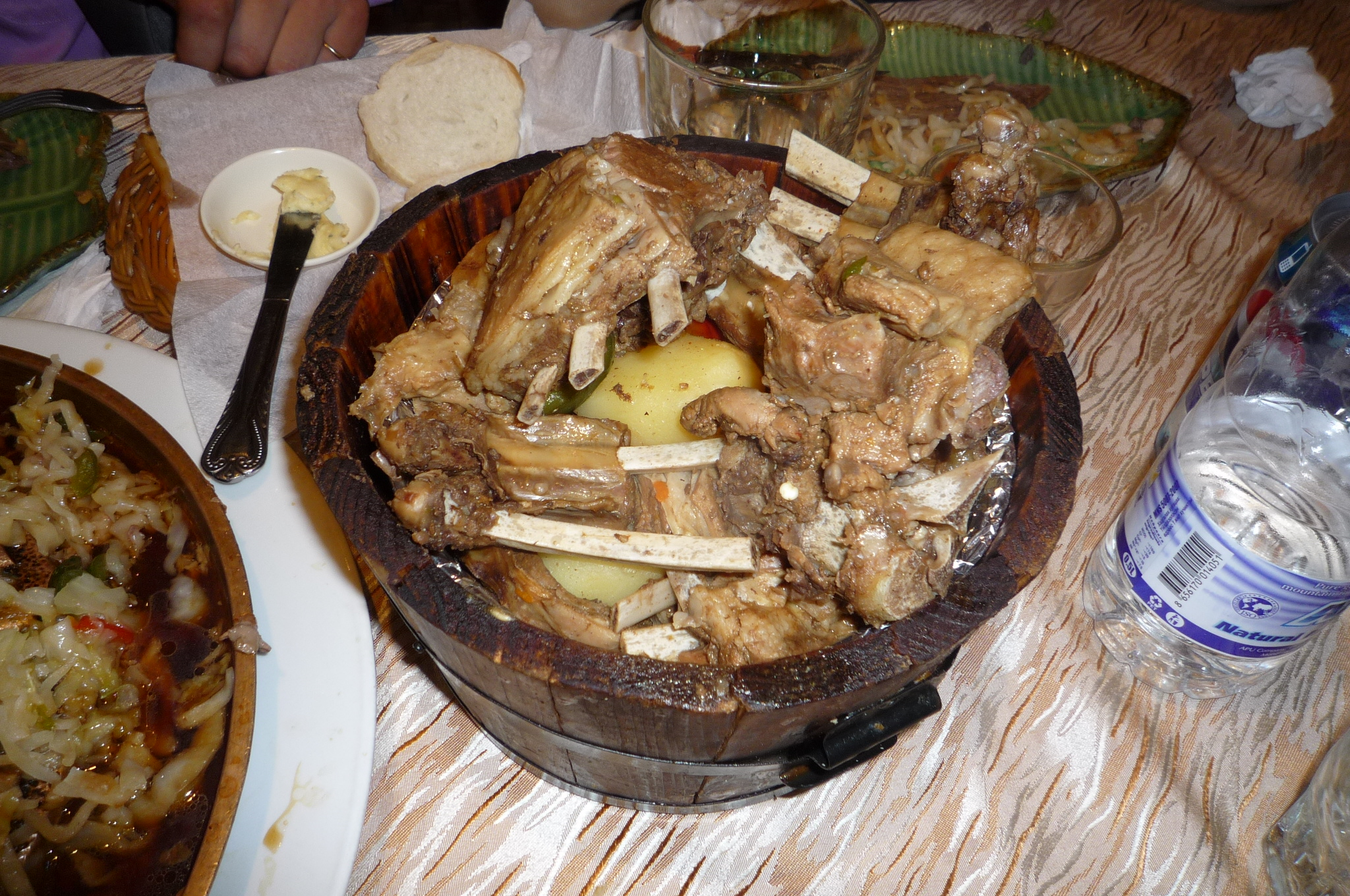
Khorkhog

Amb l'objecte d'elaborar un khorkhog els mongols empren xai (en algunes ocasions s'empra carn de cabra com un substitut) i sol tallar-se en tires de mida convenient deixant a part els ossos. El cuiner sol posar algunes pedres al foc. En moment en què les pedres es troben prou calents, la carn es col·loca en el recipient metàl·lic i es posa com en una barbacoa. Solen usar-se tradicionalment recipients similars als emprats per al transport de la llet. En la preparació dels cuiners poden afegir diversos ingredients (pastanagues, cols, patates) amb l'objecte d'elaborar un estofat. Els ingredients solen preparar-se en diverses capes, deixant les verdures en la seva part superior. Sol afegir aigua amb l'objecte de crear un entorn humit a l'interior del recipient.
La calor que desprenen les pedres és suficient per cuinar la carn dins el recipient. Tot i això el cuiner pot apropar el recipient a unes brases per proporcionar una calor addicional. La lletera ha d'estar coberta durant la preparació, és costum que el cuiner faci olor i escolti els sons de la cocció durant el cuinat per saber si està preparat. La calor de les pedres pot ser suficient per preparar el plat en una hora i mitja aproximadament. En considerar acabat el Khorkhog, la carn de xai s'estén sobre les pedres. Els comensals solen menjar el khorkhog amb els seus propis dits, tot i que un pot fer servir un ganivet per tallar la carn i extreure els ossos.